# Benzotrifluorid
Benzotrifluorid je organska spojina halogeniranih aromatskih ogljikovodikov, s formulo C7H5F3.
Je brezbarvna, hlapna, vnetljiva tekočina in skoraj brez vonja. Snov se navadno uporablja namesto diklorometana kot topilo v organski sintezi zdravil in pesticidov. Hlapi so težji od zraka. Je netopen v vodi in nekoliko gostejši od vode.
Je zelo dobro čistilo. Snov se navadno uporablja namesto diklorometana, topilo v organski sintezi zdravil in pesticidov.

## Ugotovitve o nevarnih lastnostih:
Napotki za nevarnost:
Vdihovanje V primeru vdihovanja hlapov lahko draži dihalne poti. Vpliva na centralni živčni sistem. Posledice so depresija, glavobol, omotičnost, slabost, izgubo ravnotežja in zaspanost.
Stik s kožo in očmi: Benzotrifluorid povzroča draženje kože. Simptomi vključujejo rdečico, srbenje in bolečine.
Na oči vpliva z draženjem, rdečico, bolečino, in lahko se pojavi zamegljenost vida.

## Ukrepi za prvo pomoč:
Vdihovanje V primeru vhihovanja je potrebno ponesrečenca odnesti na svež zrak. Če ne diha mu nudimo umetno dihanje. Če je dihanje oteženo, damo ponesrečencu kisik. Nemudoma je potrebno poiskati zdravniško pomoč.
Zaužitje V primeru zaužitja izzovemo pri ponesrečencu bruhanje po navodilu zdravniškega osebja.
Stik s kožo in očmi: V primeru stika, takoj sperite kožo z obilo vode in mila. Spirajte pod tekočo vodo vsaj 15 minut in občasno dvigniti spodnje in zgornje veke. S ponesrečenca odstranite vso kontaminirano obleko. Kontaminirano obleko pred ponovno uporabo temeljito operite.

## Ukrepi ob požaru:
Posebne nevarnosti se pri benzotrifluoridu pojavijo kadar je izpostavljen toploti ali plamenu. Hlapi lahko tvorijo eksplozivno zmes z zrakom. V primeru stika z močnimi oksidanti lahko povzroči požar ali eksplozijo. Občutljivost na statično razrešnice. Hlapi lahko potujejo od vira vžiga in nazaj.
Primerna sredstva za gašenje
Sredstva za gašenje požara so suha kemikalija, pena in ogljikov dioksid. Voda se lahko uporablja za razrečenje razlitja.
Posebna zaščitna oprema za gasilce:
V primeru požara nosite popolno zaščitno obleko in samostojni dihalni aparat.

## Ukrepi ob nezgodnih izpustih
Previdnostni ukrepi, ki se nanašajo na ljudi:
Prezračite področju lahko pride do uhajanja ali razlitja. Odstranite vse vire vžiga. Nosite ustrezno zaščitno opremo. Preprečite vstop nezaščitenim osebam. Uporaba neiskrečega orodja in opreme. Zberite tekočine v ustrezni embalaži ali absorbirati z inertnim materialom (npr. vermikulit, suh pesek, zemlja), in ga prenesemo v kemične odpadke. Ne uporabljajte vnetljivih snovi. Ne izpirajte v kanalizacijo! Če pride do uhajanja ali razlitja ne vžgati, uporaba vode, razpršila, da se razpršijo hlapi, za zaščito osebja poskušajo ustaviti uhajanja, in izperite razlitje.

## Ravnanje z nevarno snovjo/pripravkom in skladiščenje
Ravnanje
Previdnostni ukrepi proti požaru in eksploziji. Hraniti ločeno od virov vžiga. Ukrepi proti statični razelektritvi.
 Skladiščenje
Skladiščimo pri temperaturi od 150C - 250C. Tesno zaprto na dobro prezračevanem mestu, stran od virov vžiga in toplotnih virov.

## Fizikalne in kemijske lastnosti
Benzotrifluoride je kemična spojina iz skupine halogeniranih aromatskih ogljikovodikov. Je brezbarvna, hlapna, vnetljiva tekočina in skoraj brez vonja. Hlapi so težji od zraka, tekočina je težja in gostejša od vode.

## Obstojnost in reaktivnost
Benzotrifluorid lahko reagira z oksidativnimi materiali, močnimi bazami in reducenti.

## Toksikološki podatki
Akutna strupenost AP50 (oralno, podgana): 1500 mg/Kg; LC50 (vdihovanje, Podgana): 70810 mg/m3 /4h. Z izdelkom ravnamo z običajno skrbnostjo za kemikalije.

## Ekotoksikološki podatki
Ni lahko biorazgradljiva snov. Strupeno za vodne organizme. Lahko povzroči dolgotrajne škodljive učinke.